# ني إراكليتسا (كافالا)
ني إراكليتسا (Νέα Ηρακλίτσα) هي مدينة في كافالا في مقاطعة فوريا إلادا في اليونان.